# DJ Proteus
DJ Proteus, pseudonimo di Harri Andersson (Helsinki, 1977), è un disc jockey finlandese.

## Discografia

### Compilation e Album
- DJ Proteus - Hard NRG I
- DJ Proteus - Hard NRG II
- DJ Proteus - Hard NRG III - The Ring of Fire
- DJ Proteus - Hard NRG IV - Cyberpunk
- DJ Proteus - Hard NRG V - Distorted Pleasure, 2004
- DJ Proteus - Hard NRG VI - The Number of the Beast
- DJ Proteus - Hard NRG VII - The Hellfire Club, 2005, Teflon Bullet, TBCD001
- DJ Proteus & DJ Hellraiser - Pharmacy VOL 3 - Down With the Sickness, 2006, Masif Recordings, MASIFCD011

### Mix e Singoli
- Kevin Energy & DJ Proteus - London Helsinki Underground, 2004, Nu Energy, NU NRG 042
- Proteus/Junior Rodgers - Metal/Musical Porn, 2005, HQ Recordings, HQ003
  - Traccia 1: Metal
- Proteus - The EP, 2005, Teflon Bullet, TB001
- Proteus VS Carbon Based - Heavy Fusion, 2006, FINRG Records, FINRG 002
- Proteus - I See Things That You Dont See, 2006, NRGetic Romancer Records, NR002
- Proteus & Kevin Energy/Lost Soul - London Helsinki Underground/Nightmare/Outta Control, 2007, Nu Energy, NUNRG063

### Remix
- Turmion Kätilöt - Pirun Nyrkki, 2006, Ranka Recordings, RA133
  - Traccia 2: Verta Ja Lihaa (Proteus Mental Remix)
  - Traccia 3: Verta Ja Lihaa (Proteus Instrumental Remix)
- Turmion Kätilöt - Pirun Nyrkki, 2006, Ranka Recordings, RA129
  - Traccia 11: Verta Ja Lihaa (Proteus Mental Remix)
- Kuroshio Current - Hollow Man, 2007, UHOtrax, UTRAX 1202
  - Traccia 3: Hollow Man (DJ Proteus Remix)

## Premi
- DJ Magazine
  - 2004 - Novantesimo nella DJ TOP 100
- Classifiche Mixmag
  - 2004 - Terzo in The most hardest DJs in the world
- Hard Dance Awards
  - 2004 - Best Hard-Dance DJ
  - 2005 - Best Hard-Dance DJ
- Energy UK
  - giugno 2001 - DJ of the Month
- Finnish Club Awards
  - 2001 - Second best DJ in Finland
  - 2002 - Second best DJ in Finland
  - 2003 - Second best DJ in Finland
  - 2003 - Il Säde vince Best club in Finland
  - 2004 - Second best DJ in Finland
  - 2005 - Second best DJ in Finland
- City Magazine
  - 2001 - Best DJ in Helsinki